# Mario Rivera
Mario Rivera (Palermo, 4 novembre 1963) è un bassista, compositore e attore italiano, attivo con diverse formazioni nel campo della world music e della musica etnica.

## Biografia
Diplomato in basso elettrico presso il Conservatorio "A. Casella" di L'Aquila, negli anni ha fondato e/o partecipato alle attività di diversi ensemble legati principalmente all'ambito della musica etnica. Nell'arco della sua carriera ha spesso affiancato l'attività prettamente musicale (concerti, composizione, studio) con quella attoriale, sia in teatro che al cinema e in televisione.

### Musica
L'attività musicale negli anni si è articolata in molti progetti diversi; dal fondazione della band Agricantus nel 1979 ad oggi, Rivera ha collaborato con gruppi musicali, teatrali ed ha composto, prodotto e realizzato musiche per cinema, televisione e teatro. Ha inoltre prodotto lavori discografici per altri artisti e diversi remix di genere drum and bass.

#### Agricantus
Nel 1979 è tra i fondatori del gruppo Agricantus con i quali svolge centinaia di concerti in Italia e nel resto del mondo ed incide e pubblica 18 dischi e innumerevoli compilation. Nel giro di pochi anni, Agricantus diventa un gruppo che rappresenta in giro per il mondo la voce della musica popolare siciliana e la world music italiana ed ottiene prestigiosi riconoscimenti come il Premio Italiano della Musica del 1997. L’album Tuareg rappresenta una vera e propria pietra miliare nella storia del gruppo; raggiunge il sesto posto della World Music Chart Europe e vince la Targa Tenco 1996 per il miglior album in dialetto. Sempre nel 1997, con Agricantus partecipa alla colonna sonora del primo film di Ferzan Özpetek, Hamam – Il bagno turco, grazie alla quale inizia la collaborazione con i compositori genovesi Pivio e Aldo De Scalzi, collaborazione che dura tuttora. Nel 2000, con Agricantus firma la colonna sonora del film Placido Rizzotto di Pasquale Scimeca, presentato alla 57ª Mostra del Cinema di Venezia. L’opera dedicata al sindacalista siciliano vince, tra gli altri, il premio Fedic, il Miami Latin Film Festival 2002 ed il premio del pubblico del Festival du Cinema Italien de Bastia.Negli anni successivi, alcuni brani prodotti e realizzati con Agricantus vengono inclusi in innumerevoli compilation di world music e musica etnica, tra le quali Buddha Bar - vol.IV e Siddharta.
L'attività con Agricantus continua incessantemente dal 1979 al 2005, anno in cui il sodalizio si interrompe temporaneamente a causa di divergenze artistiche con gli altri membri del gruppo. Il cammino artistico con Agricantus riprende nel 2013 con la pubblicazione del singolo Uommene - Omini (prodotto da CNI con il sostegno di Blob, Legambiente, Amnesty International e Casa Internazionale delle Donne di Roma). Nel 2014 esce il CD Turnari (CNI), che viene presentato al Concerto del Primo Maggio 2014 a Piazza San Giovanni a Roma. Nella formazione, oltre a Mario Rivera e Mario Crispi, esordiscono Federica Zammarchi (voce), Giovanni Lo Cascio (percussioni, batteria) e Giuseppe Grassi (mandola).
Nel 2016, con Agricantus, compone e produce la colonna sonora per Felicia Impastato di Gianfranco Albano. Il film racconta la storia di Felicia Bartolotta, madre di Peppino Impastato, attivista e giornalista siciliano barbaramente ucciso dalla mafia il 9 maggio 1978 a Cinisi (Pa). Il film è stato trasmesso su Rai 1 in prima serata il 10 maggio 2016, totalizzando 6.871.000 telespettatori e il 26.98% di share.
Nel 2018 pubblica Akoustikòs - vol. 1, lavoro che segna una svolta musicale e timbrica importante nella storia del gruppo, oltre alla modifica dell'organico. La band siciliana presenta un nuovo sound più orientato verso i suoni acustici e variopinti tipici delle musiche del mondo, non tralasciando l'uso di leggeri innesti elettronici. La nuova formazione comprende Rivera, Crispi, la cantante siciliana Anita Vitale e il batterista-percussionista Giovanni Lo Cascio.

#### Banda Ikona
Dal 2004, Mario Rivera fa parte dell'organico della band di musica etnica Banda Ikona (conosciuta anche come Piccola Banda Ikona), fondata e diretta da Stefano Saletti, insieme ad altri importanti musicisti della scena world italiana tra cui Barbara Eramo, Gabriele Coen, Carlo Cossu e Giovanni Lo Cascio. Insieme a Stefano Saletti, coproduce i primi due CD della band, Stari Most (2005) e Marea cu sarea (2008) e partecipa agli altri due lavori Folkpolitik (2012) e Soundcity (2016).
L'attività concertistica comprende innumerevoli esibizioni dal vivo in Italia e all'estero, nonché alcuni eventi speciali spesso legati al mondo teatrale; Iliade, l'aspra contesa di Piero Maccarinelli con Manuela Mandracchia, Massimo Popolizio e la partecipazione di Umberto Orsini, Maurizio Donadoni, Luciano Virgilio, Massimo Foschi e Luca Lazzareschi (2007), Breviario Mediterraneo con Predrag Matvejević e Omero Antonutti (2010), Kroton, Lokroi e la barca di Enea di Giorgio Albertazzi a cura di Andrea Di Bari con Sergio Basile e Ilaria Genatiempo (2011), Dalle donne del mito alle nostre vite di e con Pamela Villoresi (2014), Il Mediterraneo è donna con Lucilla Galeazzi, Yasemin Sannino, Gabriella Aiello, Francesca Bellino, Nando Citarella, Pejman Tadayon (2017-2018)
Attualmente è in lavorazione il nuovo album della Banda Ikona, la cui uscita è prevista per il 2020.

#### Ho visto Nina volare
Ho visto Nina volare è un progetto musicale di omaggio a Fabrizio De Andrè fondato da Raffaela Siniscalchi, Gabriele Coen, Stefano Saletti e Mario Rivera nel 2012.  I quattro musicisti, esponenti della scena jazz e world italiana, si incontrano per interpretare alcune delle più belle canzoni del cantautore genovese, da quelle più conosciute (Bocca di Rosa, La Canzone di Marinella, La Canzone dell’Amore Perduto, Crêuza de Mä, Un Giudice) a quelle rimaste un po’ più nell'ombra (Preghiera in Gennaio, Khorakhanè, Ho visto Nina volare), usando linguaggi diversi e solo apparentemente distanti come il jazz, la musica etnica e la canzone d’autore e nel rispetto dell'incredibile mondo poetico che De André ci ha regalato e che mai come oggi ritorna con un'incredibile attualità di contenuti.
Questa esperienza musicale si è concretizzata con la realizzazione di un CD pubblicato nel 2020 da Compagnia Nuove Indye.
Il quartetto Ho visto Nina volare partecipa allo spettacolo teatrale Io, Fabrizio e il Ciocorì di Flavio Brighenti con Carmen Giardina e lo stesso Brighenti, che nasce dall'esperienza professionale del giornalista genovese e racconta il suo personale rapporto con Fabrizio De Andrè. Lo spettacolo ha debuttato in Roma allo Spazio Rossellini il 18 gennaio 2020.

#### Produzioni e remix
Dalla fine degli anni '90, Mario Rivera ha prodotto o co-prodotto diversi lavori discografici. Oltre ai già citati lavori con Agricantus e Banda Ikona, sono seguiti Bonora di Marcello Murru (2004), La via della sete, della band palermitana Nuklearte (2004), Dea, della band siciliana Isola (2005), Awakening (2010), Yiddish Melodies in Jazz (2013) e Sephirot, Kabbalah in Music (2017) di Gabriele Coen Jewish Experience.
Parallelamente ha prodotto brani e remix dei seguenti artisti: Darmadar, Meu Deus in Yaudei (1999) - Indaco, Omdurman in Amorgòs (1999) con ospiti Lester Bowie e Rodolfo Maltese - Enzo Avitabile e Mory Kanté, O-Issa e Mane e mane in O-Issa (1999) - Agricantus, Occhi chi nascinu in A come Ambiente (2000) e Jusu e susu in Calura (2002) - Dissidenten, Instinctive Traveller in Roots'n'Bass (2000) - John Trudell, The Angel of sin in Roots'n'Bass (2000) - KlezRoym, Oyfn Pripetshik in Scenì (2000) - Tinturìa, Jovanotto in Nati Stanchi (2002).
Alcuni di questi lavori hanno trovato spazio nel primo album da solista pubblicato nell'anno 2000, Roots'n'Bass.
Il secondo album a proprio nome è del 2007, O.S.T., acronimo di Original SoundTrack (colonna sonora originale) e raccoglie temi composti per il teatro più un brano originale composto appositamente per il CD.

##### Roots'n'Bass
Roots'n'Bass è il primo lavoro solista di Mario Rivera, pubblicato nel 2000 per Compagnia Nuove Indye. L'album, realizzato con il prezioso apporto di Leo Cesari, comprende 10 tracce, prevalentemente remix prodotti da Rivera negli anni precedenti o appositamente per questo CD. Alcune tracce sono, invece, composizioni originali. L'intero disco ha un orientamento prettamente elettronico e drum and bass, con forti contaminazioni con la musica etnica.
Tracklist:
1. Gorè (Find Your Deepness Session)
2. Su Dilluru
3. Instinctive Traveller (Survive Remix)
4. Never Cry
5. Jusu E Susu (The Chill - Out Experience)
6. Omdurman (The G - Trance Version)
7. Angel Of Sin (Angel Of Rootz Remix)
8. Deep Albania (Unni Finisci)
9. Oyfn Pripetshik (Open File Remix)
10. Omdurman (Reprise)

Ospiti: Agricantus in Jusu e susu / Bajka (Dissidenten) in Instinctive Traveller / Lester Bowie in Omdurman / Eva Coen & Gabriele Coen (KlezRoym) in Oyfn Pripetshik / Rodolfo Maltese in Omdurman / Nazar S. in Never Cry / Ramya (Nuklearte) in Gorè / Tenores di Orosei in Su Dilluru / John Trudell in The angel of sin.

##### O.S.T.
O.S.T. (Original SoundTrack) è il secondo lavoro solista di Mario Rivera, pubblicato nel 2007 per l'etichetta Helikonia. L'album comprende 10 tracce, 9 temi da diversi lavori teatrali per cui Rivera ha composto le musiche e un brano originale. Il sound del disco spazia dalla musica elettronica alla musica acustica, con chiare influenze di musica etnica.
Tracklist:
1. Don Juan - da Doppio Gioco di Renato Giordano
2. Thai Love - da Bangkok 2 di Renato Giordano
3. Delphines - da Il dolce canto degli Dei di Renato Giordano
4. Ipnos - da Il dolce canto degli Dei di Renato Giordano
5. Luxuria - da Satyricon di Renato Giordano
6. Ilaria's Theme
7. Aulos - da Il dolce canto degli Dei di Renato Giordano
8. Notturno - da Il dolce canto degli Dei di Renato Giordano
9. Vaggvjsa - da Sogno di una notte di mezza estate di Renato Giordano
10. Prelude - da Quattro Stagioni di Renato Giordano

Ospiti: Lutte Berg, chitarra elettrica in Vaggvjsa / Gabriele Coen, sax soprano in Luxuria - clarinetto in Aulos - clarinetto basso in Notturno / Carlo Cossu, violino in Aulos e Vaggvjsa / Giuliana De Donno, arpa in Delphines, Ipnos e Ilaria's Theme / Barbara Eramo, voce in Delphines, Ipnos, Ilaria's Theme, Notturno e Luxuria / Maria Letizia Gorga, voce in Luxuria / Alessandro Gwis, pianoforte in Notturno / Francesco Mulé, violoncello in Ipnos / Giuseppe Panzeca, setar in Luxuria / Andrea Piccioni, percussioni in Luxuria e Aulos / Stefano Saletti, e-bow in Ilaria's Theme - bouzouki in Aulos.

#### Colonne sonore
Dal 2003 inizia una lunga collaborazione con il regista teatrale Renato Giordano, per il quale compone colonne sonore per 8 spettacoli teatrali. Tra gli altri, Doppio Gioco con Giuseppe Pambieri e Carlo Valli, Il sogno di Bottom con Debora Caprioglio, Il dolce canto degli Dei con Giancarlo Giannini, Satyricon - La cena di Trimalcione con Michele Placido e Giorgio Albertazzi, La favola di Amore e Psiche con Peppe Barra - queste ultime due in collaborazione con Gabriele Coen. Nel 2007 viene invitato ad accompagnare Giorgio Albertazzi in una sua personalissima rilettura della Divina Commedia di Dante Alighieri, Dante legge Albertazzi, in scena al Teatro Argentina di Roma. Molti temi di queste colonne sonore sono state pubblicate nel 2007 nel CD O.S.T. (Helikonia).
Per quanto riguarda il cinema e la televisione, l'esperienza compositiva e produttiva inizia (come visto precedentemente) con Agricantus, con cui Rivera partecipa alle colonne sonore di Hamam – Il bagno turco di Ferzan Özpetek composta da Pivio e Aldo De Scalzi nel 1997, Placido Rizzotto di Pasquale Scimeca nel 2000 e Felicia Impastato di Gianfranco Albano nel 2016.
Mario Rivera ha inoltre composto insieme a Gabriele Coen le musiche originali per i film Notturno Bus di Davide Marengo (2007), Scontro di civiltà per un ascensore a Piazza Vittorio di Isotta Toso (2010), Matrimoni e altri disastri di Nina Di Majo - brani Chasene Tants e Blue Star (2010), L'arma più forte di Vanni Gandolfo (2016) e Tornare di Cristina Comencini (2020), oltre alle musiche per il cortometraggio Mare Nostro di Andrea d'Asaro con Marcello Mazzarella, premiato come migliore opera di fiction al VFR 2009, sezione Periferie Italiane, vincitore del Siena Festival 2009 e del Premio IMAIE 2009.
A suo nome ha prodotto, composto e realizzato le musiche del film Balòn di Pasquale Scimeca (2017), presentato lo stesso anno al Torino Film Festival e del cortometraggio L'ombra delle muciare di Marcello Mazzarella (2018), vincitore del Grifo d'oro per il miglior cortometraggio al Perugia Love Film Festival 2018.